# Xi Telescopii
Xi Telescopii (ξ Telescopii, förkortat Xi Tel, ξ Tel) som är stjärnans Bayerbeteckning, är en ensam stjärna belägen i den nordvästra delen av stjärnbilden Kikaren. Den har en genomsnittlig skenbar magnitud på 4,95 och är synlig för blotta ögat där ljusföroreningar ej förekommer. Baserat på parallaxmätning inom Hipparcosuppdraget på ca 3,0 mas, beräknas den befinna sig på ett avstånd på ca 1 100 ljusår (ca 330 parsek) från solen.

## Egenskaper
Xi Telescopii är en röd till gul jättestjärna av spektralklass K5 III eller M1 IIab, som anger att den är en jätte eller ljusstark jätte. Den har en radie som är ca 56 gånger större än solens och utsänder från dess fotosfär ca 2 970 gånger mera energi än solen vid en effektiv temperatur på ca 4 000 K.
Xi Telescopii är en variabel stjärna som preliminärt klassificeras som en långsam oregelbunden typvariabel med en ljusstyrka som varierar mellan magnitud +4,89 och +4,94.